# Липовское муниципальное образование (Духовницкий район)
Липовское муниципальное образование — сельское поселение в Духовницком районе Саратовской области Российской Федерации.
Административный центр — село Липовка.

## История
Статус и границы сельского поселения установлены Законом Саратовской области от 27 декабря 2004 года № 92-ЗСО «О муниципальных образованиях, входящих в состав Духовницкого муниципального района».

## Население
| 2010 | 2011 | 2012 | 2013 | 2014 | 2015 | 2016 |
| ---- | ---- | ---- | ---- | ---- | ---- | ---- |
| 788  | ↘785 | ↘776 | ↗777 | ↘747 | ↘725 | ↘703 |
| 2017 | 2018 | 2019 | 2020 | 2021 |      |      |
| ↗710 | ↘686 | ↘665 | ↘642 | ↘621 |      |      |

## Состав сельского поселения
| № | Населённый пункт | Тип населённого пункта       | Население |
| - | ---------------- | ---------------------------- | --------- |
| 1 | Левенка          | село                         | ↘287      |
| 2 | Липовка          | село, административный центр | ↘501      |